# Cseke Sándor (újságíró)
Cseke Sándor (Budapest, 1944. október 6. – Szentendre, 2014. április 6.) magyar újságíró, a Magyar VADÁSZLAP alapítója, kiadó-szerkesztője, évtizedekig a Nimród Vadászújság főszerkesztője, a Nemzetközi Vadászújságírók Szövetségének alapító elnöke, vadász

## Életpályája
Cseke Sándor Aranytollas újságíró, a Magyar VADÁSZLAP alapítója, kiadó-szerkesztője, a Nemzetközi Vadászújságírók Szövetségének alapító elnöke, a Vadászati Kulturális Egyesület alapítója, számos vadászati szak- és szépirodalmi kötet szerkesztője.
Pályafutását a 60-as években üzemi lapoknál kezdte, majd a Magyar Rádió Vas és Zala megyei tudósítója lett. 1976 januárjában egy politikai döntést követően nevezték ki a Nimród Vadászújság főszerkesztőjének. A nevét ekkortól – több mint 35 évig – a Szabad Európa Rádió népszerű műsorvezetője, Cseke László miatt Csekő-ként használta. 1990-ben, miután távozott a Nimródtól, önálló vállalkozást indított, az ő nevéhez fűződik többi között a rövid életű Venatus fegyvermagazin, illetőleg a Venatus-füzetek kiadása. 1991-ben többedmagával létrehozta a Vadászati Kulturális Egyesületet, amely az általa alapított Magyar VADÁSZLAP kiadója lett.
Cseke Sándor munkásságát több rangos díjjal, kitüntetéssel ismerték el, halála előtt egy esztendővel – mint az Európai Vadászújságírók Szövetségének alapító elnöke, a magyar vadászati kultúrát szolgáló tevékenységéért, vadászati konferenciák, kiállítások szervezéséért, valamint az Országos Vadásznapok rendezvénysorozat elindításáért – megkapta a Magyar Arany Érdemkereszt et.

## Főbb kitüntetések, elismerések
- Magyar Arany Érdemkereszt (2013)
- Aranytoll (2006)

## Megemlékezések
- In memoriam Cseke Sándor
- Búcsúlevél – Cseke Sándor nekrológja
- Elengedtük…
- Rövid levél Csekő Sándornak „Odaátra”. YouTube
- Emléksorok Cseke Sándorról - Zalából